# パルム・ボグスラフスキー
パルム・ハインリヒ・ルードウィグ・フォン・ボグスラフスキー（Palm Heinrich Ludwig von Boguslavsky、1789年9月7日 - 1851年6月5日）は、ドイツの天文学者。

## 経歴
マクデブルクで生まれた。1829年からブレスラウ（現在のヴロツワフ）で働き、ブレスラウ大学の教授、1843年から同天文台の所長を務めた。彗星や流星群の軌道の研究を行った。ブレスラウで没した。
非周期彗星、C/1835 H1ボグスラフスキー彗星に名前がつけられている。